# Russell Marshall
Pour les articles homonymes, voir Marshall.
Cedric Russell Marshall, dit Russell Marshall, né le 15 février 1936 à Nelson et mort le 17 janvier 2025,, est un homme politique puis diplomate néo-zélandais.

## Biographie
Après une formation en théologie, il est ministre méthodiste de 1960 à 1971, successivement à Spreydon, Christchurch puis Masterton,. Tenant d'un humanisme chrétien, il prend position pour les droits des homosexuels, et se joint aux condamnations de l'apartheid en Afrique du Sud. Il organise une manifestation contre la guerre du Viêt Nam, et dénonce régulièrement la participation de la Nouvelle-Zélande à cette guerre, ce qui lui vaut le surnom de « révérend rouge »,.
Ayant perdu sa foi, Russell Marshall devient athée et quitte son ministère. Membre depuis peu du Parti travailliste néo-zélandais, il est choisi comme candidat du parti dans la circonscription de Wanganui pour les élections législatives de 1972, remportées par les travaillistes. Député d'arrière-ban, il continue à défendre des positions progressistes. En 1984, le nouveau Premier ministre travailliste David Lange le nomme ministre de l'Éducation ainsi que ministre de l'Environnement. À ces postes, il gère la création du ministère de l'Environnement, crée le ministère de la Conservation du Patrimoine, et lance une campagne de recrutement d'enseignants pour réduire le nombre d'élèves par classe.
Après les élections de 1987, il est promu ministre des Affaires étrangères. À cette fonction, il est confronté aux coups d'État de 1987 aux Fidji qui instaurent une dictature militaire et des politiques de discrimination raciale contre les Indo-Fidjiens ; en concertation avec le gouvernement australien, il met en place un ensemble de sanctions contre le gouvernement fidjien. Il se retire de la vie politique en 1990, et devient cette même année président de la branche néo-zélandaise de l'UNESCO. Dans le même temps, il s'inscrit comme étudiant à l'université Victoria de Wellington, dont il sort diplômé d'une licence Bachelor of Arts en 1993. En 1994 il co-fonde et préside la branche néo-zélandaise d'un trust international pour venir en aide aux victimes de mines antipersonnel au Cambodge. Durant les années 1990, il prend part à des missions d'observation des élections au Lesotho, aux Seychelles et en Afrique du Sud organisées par le Commonwealth des Nations.
En 2001 il est fait compagnon de l'ordre du mérite de Nouvelle-Zélande. En janvier 2002 il devient haut-commissaire (ambassadeur) de Nouvelle-Zélande au Royaume-Uni, fonction qu'il occupe jusqu'en 2005,.
Russell Marshall meurt en janvier 2025 à l'âge de 88 ans.